# ソン・ジェリム
ソン・ジェリム（송재림、1985年2月18日 - 2024年11月12日）は、大韓民国の俳優、タレント。
ソウル特別市冠岳区出身。中央大学校電子電気工学部情報システム工学科卒業。
2009年に映画『女優たち』でデビュー。2012年のテレビドラマ『太陽を抱く月』で王につかえる護衛キム・ジェウン役を演じて一躍有名となり、その後多くのテレビドラマに出演したほか、バラエティ番組でも活躍した。 
2024年11月12日午後0時半ごろ、ソウル市城東区内の自宅で亡くなっているのが発見された。享年39。現場で遺書が見つかった。

## 主な出演作品

### 映画
- 女優たち（2009年） - イ・ジェヨン 役
- グランプリ（2010年） - ヤン・ユノ 役
- サスペクト 哀しき容疑者（2013年） - ウォン・シニョン 役
- トンネル 3D（2014年） - パク・キュテク 役
- 君の結婚式（2018年） - イ・ソックン 役
- 夜叉 -容赦なき工作戦-（2022年） - ジェギュ 役
- 薄氷の告発（2024年） - ユン・グァンス 役
- 暴落：事業に失敗した男 (2025年) - ヤン・ドヒョン 主役 ,

### テレビドラマ
- レディプレジデント〜大物（2010年、SBS）
- シークレット・ガーデン（2010年、SBS）
- 美男<イケメン>ラーメン店（2011年、tvN） - チョン・ヒゴン 役
- 太陽を抱く月（2012年、MBC） - キム・ジェウン 役
- ネイルサロン・パリス 〜恋はゆび先から〜（2013年、MBCQueeN） - ケイ/カン・ジョンヒョク 役
- TWO WEEKS（2013年、MBC） - キム先生（ハン・ジンヒョク）役
- 感激時代〜闘神の誕生（2013年、KBS 2TV） - モ・イルファ 役
- ビッグマン（2014年、KBS 2TV） - パク・ドンパル 役
- シークレット・ラブ（2014年、DRAMAcube） - タイムスリップヘルパー 役
- インヨ姫（2014年、tvN） - クォン・シギョン 役
- 優しくない女たち（2015年、KBS2） - イ・ルオ 役
- グッバイ ミスターブラック（2016年、MBC） - ソ・ウジン 役
- 恋のドキドキスパイク（2016年、WEB） - ファン・ジェウン 役
- パーフェクトカップル～恋は試行錯誤～（2016年 - 2017年、SBS） - ホ・カプドル 役
- 奥様はサイボーグ（2017年、MBC） - 国家情報院職員 役（特別出演）
- 秘密の女たち（2018年、SBS） - ハ・ジョンワン 役
- とにかくアツく掃除しろ! 〜恋した彼は潔癖王子!?〜（2018年 - 2019年、JTBC） - チェ・ハイン/ダニエル・チェ 役
- 君の歌を聴かせて（2019年、KBS2） - ナム・ジュワン 役
- ドラマステージ ビックデータ恋愛（2019年、tvN） - キム・ソジュン 役
- まだ、慣れない30歳（2021年、WEB） - チャ・ドフン 役
- 酒飲みな都会の女たち2（2022年 - 2023年、TVING）- ソンPD 役
- 美男堂の事件手帳（2022年、KBS） - ハン・ジェジョン 役
- 私たちが愛したすべて（2023年、TVING） - コ博士 役（特別出演）
- マイ・ミリタリー・バレンタイン（2024年、Viki） - ソン・ジェフン 役
- 于氏王后（2024年、TVING） - コ・ペウィ 役